# خانه فلاح‌زاده
خانه فلاح‌زاده مربوط به اواخر دوره قاجار - اوایل دوره پهلوی است و در ابرکوه، صفائیه، بالاتر از مدرسه فاطمیه (شهداء) واقع شده و این اثر در تاریخ ۱۶ دی ۱۳۸۷ با شمارهٔ ثبت ۲۴۴۳۳ به‌عنوان یکی از آثار ملی ایران به ثبت رسیده است.